# Nomarch
Een nomarch stond in het oude Egypte aan het hoofd van een nomos (= een van de 42 provincies van Egypte). De nomarch was in het Oude Rijk verantwoordelijk voor de waterhuishouding, de veetelling, de rechtspraak en de landbouwproductie.
Aanvankelijk was de nomarch een door de (god)koning benoemde ambtenaar. In de 4e dynastie waren ze nog begraven rond de koning, maar in de volgende dynastieën bevond hun rustplaats  zich in de eigen nome. In de periode van de 6e dynastie verzwakte het centraal gezag en werd het nomarchschap erfelijk. De nomarchen verkregen meer en meer autonomie en gedroegen zich steeds meer als plaatselijke vorsten. In de eerste tussenperiode werd hun autonomie volledig. De koning verloor zijn grip op de nomen vrijwel volledig en het land viel min of meer in nomen uiteen. Vanaf de 11e dynastie werden de nomarchen weer onderworpen aan het koninklijk gezag, hoewel enkele nomoi, zoals de 15e dynastie nog steeds grote autonomie hadden. In het Middenrijk volgt nog een periode van oproer, maar onder Senoeseret III moeten ze gedwee volgen.